# Verzé
Verzé ist eine französische Gemeinde mit 855 Einwohnern (Stand: 1. Januar 2022) im Département Saône-et-Loire in der Region Bourgogne-Franche-Comté. Sie gehört zum Arrondissement Mâcon und zum Kanton Hurigny (bis 2015: Kanton Mâcon-Nord). Die Einwohner werden Verzéens genannt.

## Geographie
Verzé liegt etwa zehn Kilometer nordwestlich von Mâcon in der Mâconnais im Weinbaugebiet Bourgogne. Umgeben wird Verzé von den Nachbargemeinden Igé im Norden, Saint-Maurice-de-Satonnay im Nordosten, Laizé im Osten, La Roche-Vineuse im Süden, Berzé-la-Ville im Westen und Südwesten, Berzé-le-Châtel im Westen und Nordwesten sowie Cluny im Nordwesten.

## Bevölkerungsentwicklung
| Jahr                       | 1962 | 1968 | 1975 | 1982 | 1990 | 1999 | 2006 | 2013 |
| -------------------------- | ---- | ---- | ---- | ---- | ---- | ---- | ---- | ---- |
| Einwohner                  | 462  | 531  | 515  | 579  | 575  | 638  | 694  | 760  |
| Quellen: Cassini und INSEE |      |      |      |      |      |      |      |      |

## Sehenswürdigkeiten
- Kirche Saint-Jean-Baptiste aus dem 19. Jahrhundert
- Kapelle Saint-Criat in Verchizeuil aus dem 11. Jahrhundert
- Kapelle La Dîme in Les Tardys
- Schloss Escole aus dem 17. Jahrhundert mit Turm aus dem 14. Jahrhundert
- Schloss Vaux-Verzé

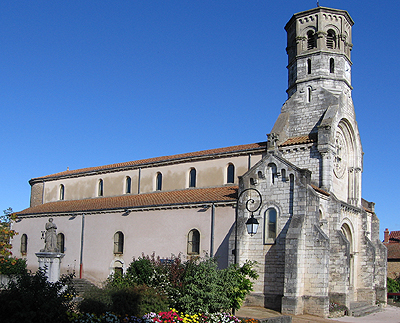
Kirche Saint-Jean-Baptiste
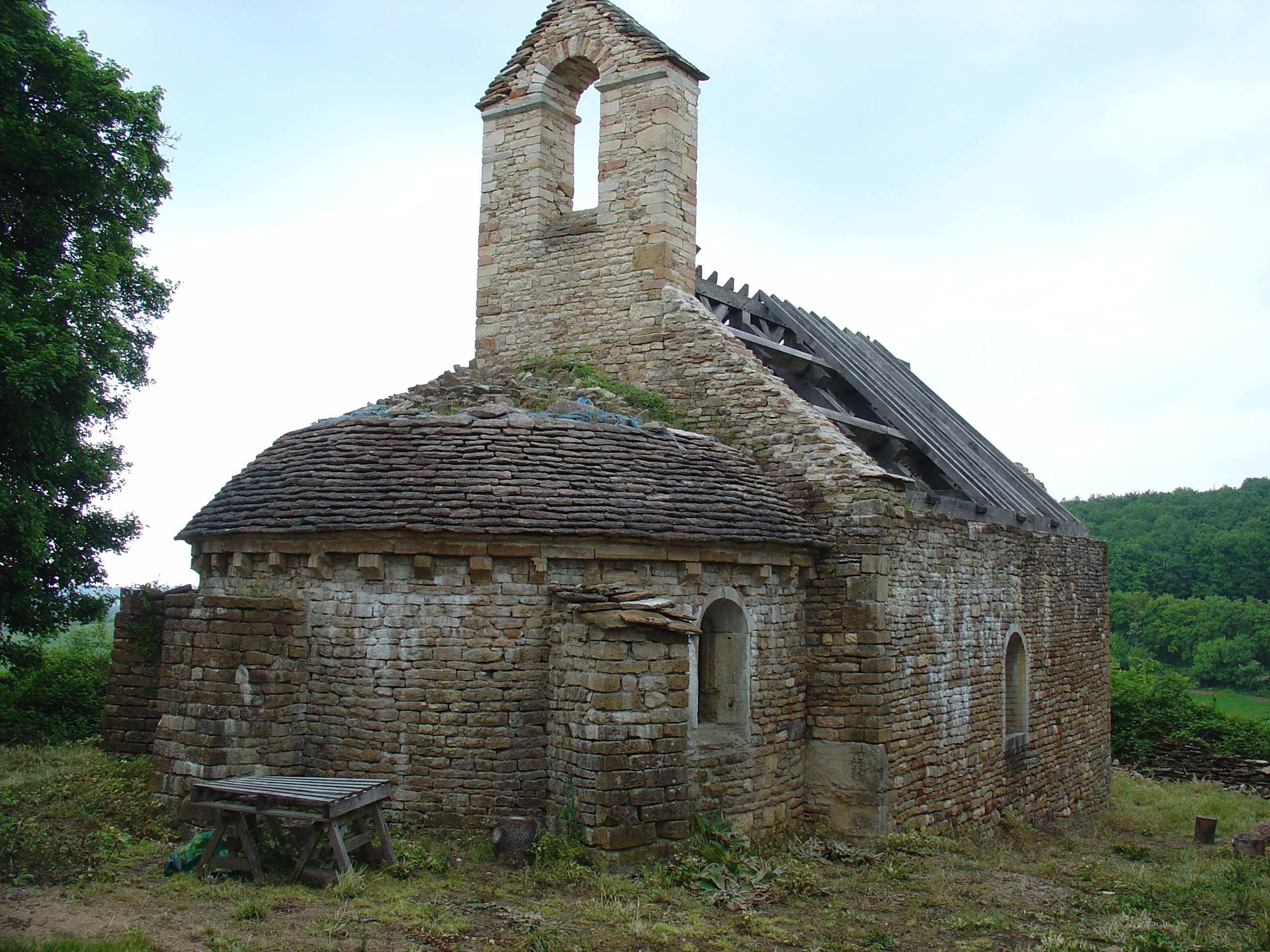
Kapelle Saint-Criat
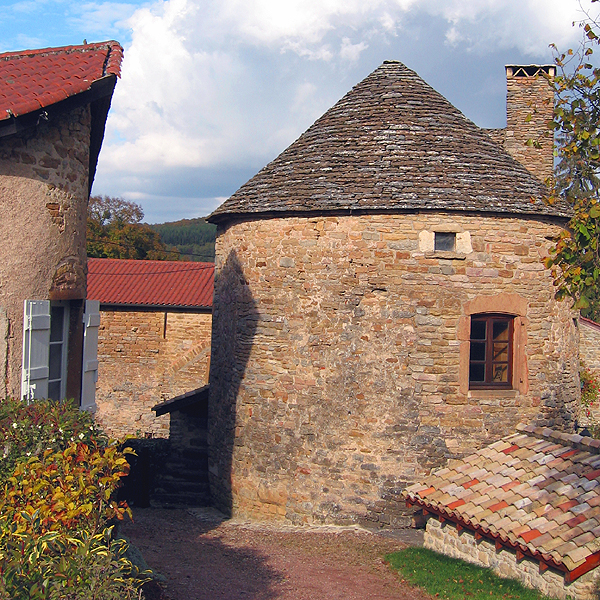
Kapelle La Dîme
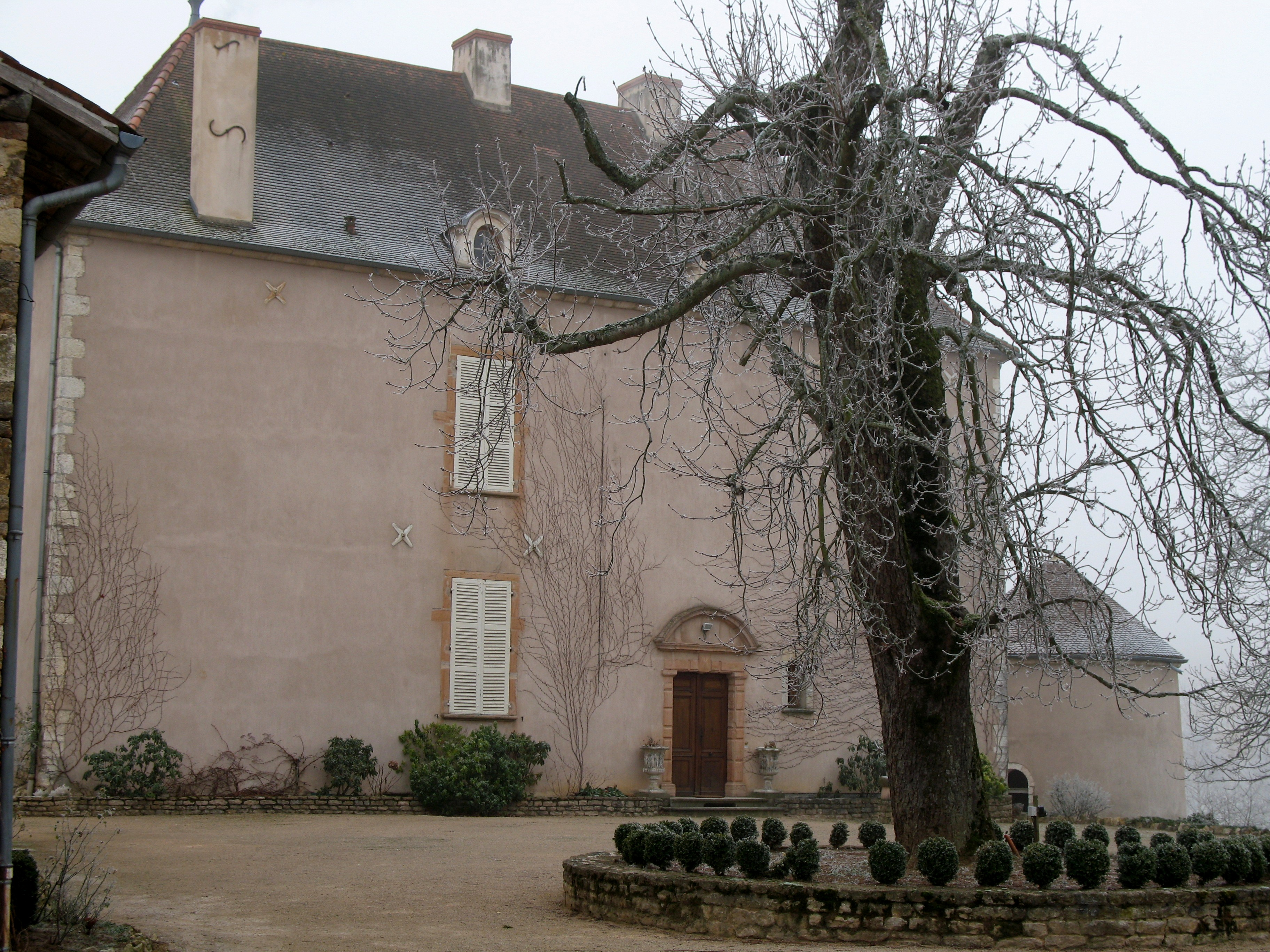
Schloss Escole

## Persönlichkeiten
- Georges Burdeau (1905–1988), Jurist und Politikwissenschaftler